# Great Melton
Great Melton är en civil parish i Storbritannien.   Den ligger i grevskapet Norfolk och riksdelen England, i den sydöstra delen av landet, 150 km nordost om huvudstaden London. Antalet invånare är 148. Arean är 10,2 kvadratkilometer.
Terrängen i Great Melton är mycket platt.